# 奧斯拉瓦河畔奧斯特羅夫

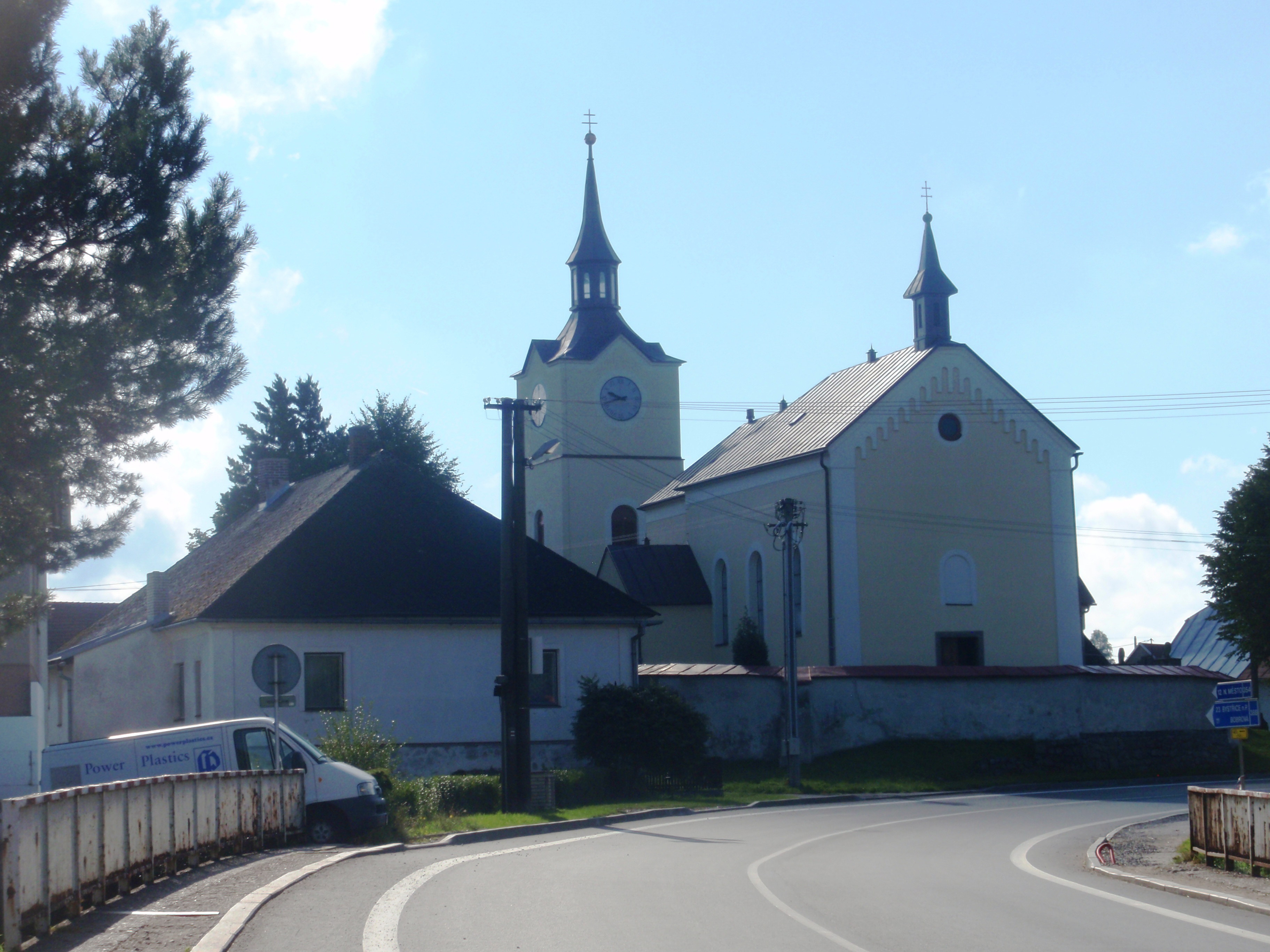

奧斯拉瓦河畔奧斯特羅夫是捷克的城鎮，位於該國中部奧斯拉瓦河畔，距離首府伊赫拉瓦31公里，由維索基納州負責管轄，面積9.33平方公里，海拔高度520米，2013年人口960。

## 外部連結
- Czech Statistical Office: Municipalities of Žďár nad Sázavou District